# Síntese granular
Síntese granular é um método básico de síntese sonora que opera em escala de tempo micro-sônica. É baseada nos mesmos princípios da síntese por amostragem, mas frequentemente inclui tecnologia analógica. Contudo, as amostras não são usadas diretamente, sendo divididas em pequenos fragmentos cuja duração varia de 1 a 50 ms. Esses pequenos fragmentos são chamados “grãos”. Múltiplos grãos podem ser dispostos em “camadas”, sendo executados em diferentes velocidades, fases, volume e tom.
O resultado é uma paisagem sonora (soundscape), frequentemente uma nuvem, que é sujeita a manipulação de maneira diferente de qualquer som natural, produzindo sons diferentes daqueles resultantes de outras formas de síntese sonora.
O som obtido é utilizável como música, efeitos sonoros ou material cru para processamento por outras técnicas de síntese. A gama de efeitos que pode ser produzida inclui Síntese AM, time stretching, espalhamento multicanal ou stereo, reordenação aleatória, desintegração ou transformação (“morphing”).
Dennis Gabor pesquisou como seres humanos se comunicam. O resultado de sua pesquisa foi a teoria da síntese granular, apesar do compositor grego Iánnis Xenákis afirmar que foi ele o inventor desta técnica. De fato, Xenákis foi o primeiro a formalizar uma teoria composicional para os grãos de som. Ele começou adotando o seguinte preceito: “Todo som, mesmo uma variação musical contínua, é concebido como uma coleção de um  número grandes de elementos sonoros elementares dispostos adequadamente no tempo. No ataque, corpo e declínio de um som complexo, milhares de sons puros aparecem em um intervalo de tempo relavitamente curto”. Xenákis criou sons granulares utilizando geradores de som analógicos e emenda de fitas magnéticas. Estes aparecem na composição Analogique A-B para orquestra de cordas e fita (1959).
Steve Reich também utilizou síntese granular, particularmente nas peças Three Tales, City Life, e em peça inspirada nos ataques de 11 de setembro.
Curtis Roads é frequentemente citado como a primeira pessoa a implementar um mecanismo digital de síntese granular. O compositor canadense Barry Truax foi um dos primeiros a implementar versões em tempo-real desta técnica de síntese.
O sintetizador Malström no studio de música virtual Propellerhead’s Reason utiliza uma técnica conhecida como síntese “Graintable”. É uma conciliação entre a síntese granular e a síntese wavetable.

## Literatura

### Livros
- Roads, Curtis (2001). Microsound. Cambridge: MIT Press. ISBN 0-262-18215-7
- Miranda, E. R. (2002). Computer Sound Design: Synthesis Techniques and Programming. Oxford: Focal Press. ISBN 0-240-51693-1
- Roads, Curtis (1996). The Computer Music Tutorial. Cambridge: The MIT Press. ISBN 0-252-18158-4 Verifique |isbn= (ajuda)
- «"Les techniques granulaires dans la synthèse sonore». by Manuel Rocha Iturbide. Doctoral Thesis. University of Paris VIII, Paris France, 1999.

### Artigos
- «Granular Synthesis». by Eric Kuehnl
- «"The development of GiST, a Granular. Synthesis Toolkit Based on an Extension of the FOF Generator"» (PDF). by Gerhard Eckel and Manuel Rocha Iturbide
- «Searching for a global synthesis technique through a quantum conception of sound». by Manuel Rocha Iturbide
- «Going with the Grain» (em inglês). a review of 10 granular synthesis programs by Dennis Miller (2008)
- «Further articles on Granular Synthesis»